# Hallungen
Hallungen település Németországban, azon belül Türingiában. Lakosainak száma 173 fő (2023. december 31.).

## Népesség
A település népességének változása:
| Lakosok száma | 198  | 198  | 184  | 184  | 173  |
|               | 2017 | 2019 | 2021 | 2022 | 2023 |